# ABS Jets
ABS Jets ist eine tschechische Fluggesellschaft mit Sitz in Prag. Sie ist eine Tochtergesellschaft der slowakisch-tschechischen Investmentgesellschaft J&T und ist ein Mitglied der European Business Aviation Association (EBAA).

## Geschichte
Die Fluggesellschaft wurde im Juni 2004 gegründet und nahm den Betrieb im Dezember des gleichen Jahres auf. Im Jahr 2007 übernahm die Fluggesellschaft einen Hangar auf dem Flughafen Prag um eigene Wartung anzubieten. Bis jetzt wurden 6,7 Millionen Euro für den Kauf investiert, es sind aber weitere elf Millionen in den Ausbau der Wartungshalle auf 11.000 Quadratmeter bis Mitte 2009 investiert worden. ABS Jets wurde als Embraer Executive Aircraft Service Centre zertifiziert und darf somit, als offizieller Wartungspartner von Embraer, alle Modelle der Geschäftsreiseflugzeuge des Unternehmens warten und reparieren.

## Ziele
Geflogen werden Businesscharter-Flüge in Europa. Als Heimatflughafen wird der Flughafen Prag genutzt.

## Flotte
Mit Stand August 2022 besteht die Flotte der ABS Jets aus elf Flugzeugen:
| Flugzeugtyp        | Anzahl | bestellt | Anmerkungen | Sitzplätze |
| ------------------ | ------ | -------- | ----------- | ---------- |
| Dassault Falcon 7X | 01     | –        |             | 14         |
| Embraer Legacy 600 | 03     | –        |             | 13         |
| Embraer Legacy 650 | 01     | –        |             | 14         |
| Gulfstream G550    | 03     | –        |             | 19         |
| Gulfstream G650    | 03     | –        |             | 16         |
| Gesamt             | 11     | –        |             |            |

Zusätzlich besitzt ABS Jets noch einen Hubschrauber des Typs Airbus Helicopters H145M.